# Oberode
Oberode ist ein Ortsteil der Stadt Hann. Münden im Landkreis Göttingen in Südniedersachsen. Das Dorf liegt am linken Ufer der Werra.

## Geschichte
1355 wurde der Ort erstmals erwähnt. Damals wurde er von den Plessen an Ernst I. (Braunschweig-Göttingen) verkauft. In einigen Urkunden wird zudem die Zugehörigkeit Oberodes zum Adelsgeschlecht derer zu Ziegenberg angegeben. Die Besiedlung der Umgebung ist jedoch weitaus älter. Dies bezeugen die knapp drei Dutzend Hügelgräber im Staatsforst Kattebühl auf dem Ravensberg sowie der Kring, bei dem 1881 und 1887 Bronzefunde gemacht wurden. Datieren diese Anlagen auf etwa 1000 v. Chr. und die Römische Kaiserzeit, so stammen die beiden in der Gemarkung Oberode gefundenen Geröllkeulen aus der Jungsteinzeit um 4000 v. Chr.
In der Neuzeit ab dem 17. Jahrhundert war die Töpferei, die Werrakeramik herstelle, ein bedeutender Erwerbszweig. Zeitweise lebten bis zu 35 Töpfer im Ort. Der Ton wurde dabei vom Steinberg geholt und die fertigen Waren unter anderem auf der Weser abwärts verschifft. Die Adelsgeschlechter von Berlepsch, von Buttlar und von Siegel erhoben Zinsen, Zehnten und Naturalien von Oberode, was für das Dorf enorme Belastungen darstellte. Die Einwohnerzahlen stiegen vom Beginn des 18. Jahrhunderts von 23 Personen auf 388 im Jahre 1867. 1871 waren es dann 399, während für 1875 397 Ortsanwesende ansässig waren, die sich auf 72 Wohngebäude und 85 Haushalte verteilten. Unweit von Oberode standen einst die heute wüstgefallenen Dörfer Enzerode und Hohenloh.
Oberode wurde am 1. Januar 1973 in die Stadt Münden eingegliedert.

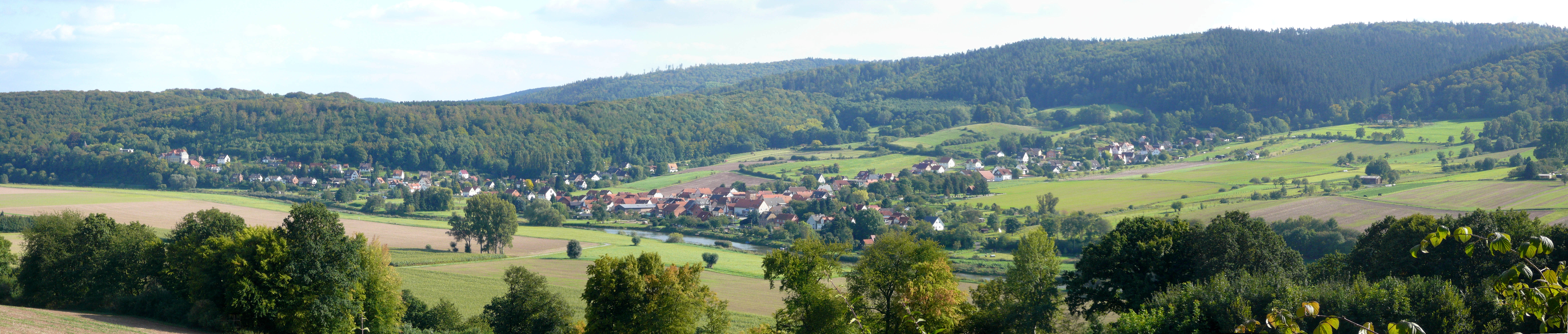
Nordwestansicht des Werratals bei Oberode

## Politik

### Ortsrat
Oberode wird auf kommunaler Ebene von einem Ortsrat mit neun Mitgliedern vertreten.
Seit der Kommunalwahl 2021 setzt sich der Ortsrat ausschließlich aus einer Ratsfrau und vier Ratsherren der SPD zusammen. Vier Sitze bleiben unbesetzt.

### Ortsbürgermeister
Ehrenamtlicher Ortsbürgermeister von Oberode ist Carsten Henkel (SPD). Sein Stellvertreter ist Andreas Biemelt (SPD).

## Kultur
Zu den örtlichen Vereinen gehören der Mandolinenclub Frohsinn Oberode 1928 e. V. und der Verein für Volkssport Oberode 1902 e. V. Die ev.-luth. Gemeinde gehört zur ev.-luth. Kirchengemeinde Hedemünden im Kirchenkreis Göttingen-Münden – sie hat eine Kapelle, genannt Trinitatiskapelle, die 1964 an der Stelle des Fachwerkvorgängerbauwerkes gebaut wurde. Die Kapelle verfügt über einen massiven Turm, in dem sich eine Glocke aus dem Jahr 1636 befindet.
Bereits 1670 äußerte sich der Oberoder Pastor Johannes Ströver bezüglich des baufälligen Zustands der damaligen St. Nikolaus-Kapelle. Ursprünglich wurde dort nur zweimal im Jahr der Gottesdienst abgehalten, auf Antrag der Oberöder bei einer Visitation und gegen eine Entschädigung von 8 Thalern führte Pastor Georg Ströver monatlich eine Andacht durch. 1695 fand ein Neubau einer Fachwerkkapelle statt, der Gottesdienst wurde ab Beginn des 18. Jahrhunderts von den Schulmeistern abgehalten. Erst nach dem Zweiten Weltkrieg wurde der 14-tägliche Gottesdienst eingeführt.